# Trapich
Trapich är en ort i Mexiko.   Den ligger i kommunen Felipe Carrillo Puerto och delstaten Quintana Roo, i den östra delen av landet, 1 200 km öster om huvudstaden Mexico City. Trapich ligger 18 meter över havet och antalet invånare är 197.
Terrängen runt Trapich är mycket platt. Runt Trapich är det mycket glesbefolkat, med 4 invånare per kvadratkilometer. Närmaste större samhälle är Santa Rosa Segundo, 13,5 km väster om Trapich. I omgivningarna runt Trapich växer i huvudsak städsegrön lövskog.